# 小黃門
小黃門，是漢代低於中常侍一級的宦官。後泛指一般宦官及清代小太監。

## 特点
漢代低於黃門侍郎一級的宦官，名义上隶属少府，秩六百石，高于中黄门。《後漢書·百官志三》：「小黃門，六百石。宦者，無員。掌侍左右，受尚書事。上在內宮，關通中外，及中宮已下眾事。」：「《說文解字》凡十五卷十三萬三千四百四十一字。 慎前以詔書校書東觀，教小黃門孟生李喜等。」。其职责为跟从皇帝左右，收受尚书奏事，传宣帝命，掌宫廷内外、皇帝与后宫之间的联络。汉明帝、汉章帝时期，员额十人，汉和帝后增至二十人。以后权势渐重，用事于内廷，甚至总典禁军。在三国魏、晋仍设置，北魏、北齐亦置，但是位在中黄门下。北魏太和十七年（493年），定为从五品上，太和二十三年改为从九品，北齐沿袭。属中侍中省、长秋寺。北宋时期也设置，属入内内侍省，为初补内侍之称，迁补则升为内侍黄门。